# 夏洛特王后：柏捷頓家族前傳
《夏洛特王后：柏捷頓家族前傳》（英語：Queen Charlotte: A Bridgerton Story）是一部由珊達·萊梅斯為Netflix所創作的歷史劇集。該劇集是Netflix系列影集《柏捷頓家族：名門韻事》的前傳衍生作品。故事講述年輕的夏洛特王后在18世紀後期的崛起和統治。首季於2023年5月4日播出，共6集，每集時長約為1小時。首播後成为当周Netflix上收视时长最高的英语电视节目。

## 劇情提要
故事围绕夏洛特王后展开的衍生迷你剧由2条情节线组成：一条是柏捷頓的现在，从1817年皇家继承人夏洛特公主去世开始，这一事件导致王后向她的孩子们施压，要求他们结婚并生下另一条皇室继承人；另一个则始于1761年，夏洛特遇见并嫁给乔治国王。后者探讨了国王和王后的婚姻以及他的精神疾病。

## 演員及角色

### 主要角色
- India Amarteifio 飾演年輕的夏洛特王后(1761)
- Golda Rosheuvel 飾演夏洛特王后 (1817)
- Arsema Thomas 飾演年輕的阿嘉莎，丹柏莉夫人，夏洛特王后的侍女(1761)
- Adjoa Andoh 飾演阿嘉莎，丹柏莉夫人，倫敦上流社會一位言辭犀利、富有洞察力的元老（1817 年）
- Ruth Gemmell 飾演薇莉，柏捷頓子爵夫人，柏捷頓家族孩子們的母親 (1817)
- Corey Mylchreest 飾演年輕的喬治三世國王(1761)
- 蜜雪兒·費爾利 (Michelle Fairley) 飾演奧古斯塔，喬治三世國王的母親(1761)
- Freddie Dennis 飾演雷諾茲，國王的秘書 (1761)
- Sam Clemmett 飾演年輕的布林斯利，王后的秘書 (1761)
- Hugh Sachs 飾演布林斯利，王后的秘書 (1817)
- 朱莉·安德魯斯 (Julie Andrews)為八卦專欄的作者威索頓夫人配音 (1817)

### 常設角色
- Tunji Kasim饰演Adolphus IV, Mecklenburg-Strelitz 公爵，夏洛特王后的哥哥 (1761)
- Cyril Nri饰演丹伯里勋爵，丹伯里夫人的丈夫 (1761)
- Peyvand Sadeghian 饰珊瑚，丹伯里夫人的女仆 (1761)
- 瑞恩·盖奇饰演威尔士亲王乔治、英国摄政王和夏洛特王后的长子 (1817)，失去唯一的女兒兼繼承人夏洛特公主，未來的喬治四世
- 约书亚莱利饰演阿道弗斯王子，夏洛特王后的第七个儿子 (1817)
- 杰克·迈克尔·斯泰西饰演爱德华王子，夏洛特王后的第四个儿子 (1817)，未來維多利亞女王的父親
- 谢默斯·迪兰 (Seamus Dillane) 饰演威廉王子，夏洛特王后的第三个儿子 (1817)，未來的威廉四世
- 伊丽莎卡佩尔饰演索菲亚公主，夏洛特王后的第五个女儿 (1817)
- 尼尔·埃德蒙饰演哈考特伯爵(1761)
- 理查德·坎宁安饰Lord Bute ，英国首相(1761)
- 康妮·詹金斯-格雷格饰演年轻的维奥莱特·莱杰 (1761)
- 盖·亨利饰演约翰·门罗医生，国王的御医 (1761)
- 凯尔·查尔斯饰演维奥莱特的父亲莱杰勋爵 (1761)

- 萨宾娜·亚瑟饰演伊丽莎白公主，夏洛特王后的第三个女儿 (1817)
- 本库拉饰演奥古斯都王子，夏洛特王后的第六个儿子 (1817)
- 哈维·阿蒙德饰演欧内斯特王子，夏洛特王后的第五个儿子 (1817)，未來的漢諾威國王
- 菲利克斯·布鲁格饰演弗雷德里克王子，夏洛特王后的次子 (1817)
- 凯蒂·布雷本 (Katie Brayben)饰演薇薇安·莱杰 (Vivian Ledger) 夫人，维奥莱特 (Violet) 的母亲 (1761)
- 海伦·科瑟普 (Helen Coathup) 饰演奥古斯塔公主，夏洛特王后的次女 (1817)
- 苏菲·哈克尼斯 (Sophie Harkness) 饰演威廉王子的妻子阿德莱德公主 (1817)
- 弗洛伦斯·多布森饰演维多利亚公主，爱德华王子的妻子 (1817)，未來維多利亞女王的母親
- Isaiah Ajiboye 饰 Dominic Danbury，丹伯里夫人的儿子 (1761)
- 勒马尔饰演史密斯勋爵 (1761)
- 尼古拉·亚历克西斯饰演史密斯夫人 (1761)
- Harry Omosele 饰 黑斯廷斯公爵 (1761)
- 詹姆斯·弗利特饰 King George (1817)

## 外部連結
- 互联网电影数据库（IMDb）上《夏洛特王后：柏捷頓家族前傳》的资料（英文）
- 在Netflix上觀看《夏洛特王后：柏捷頓家族前傳》